# Kvarteret Canada

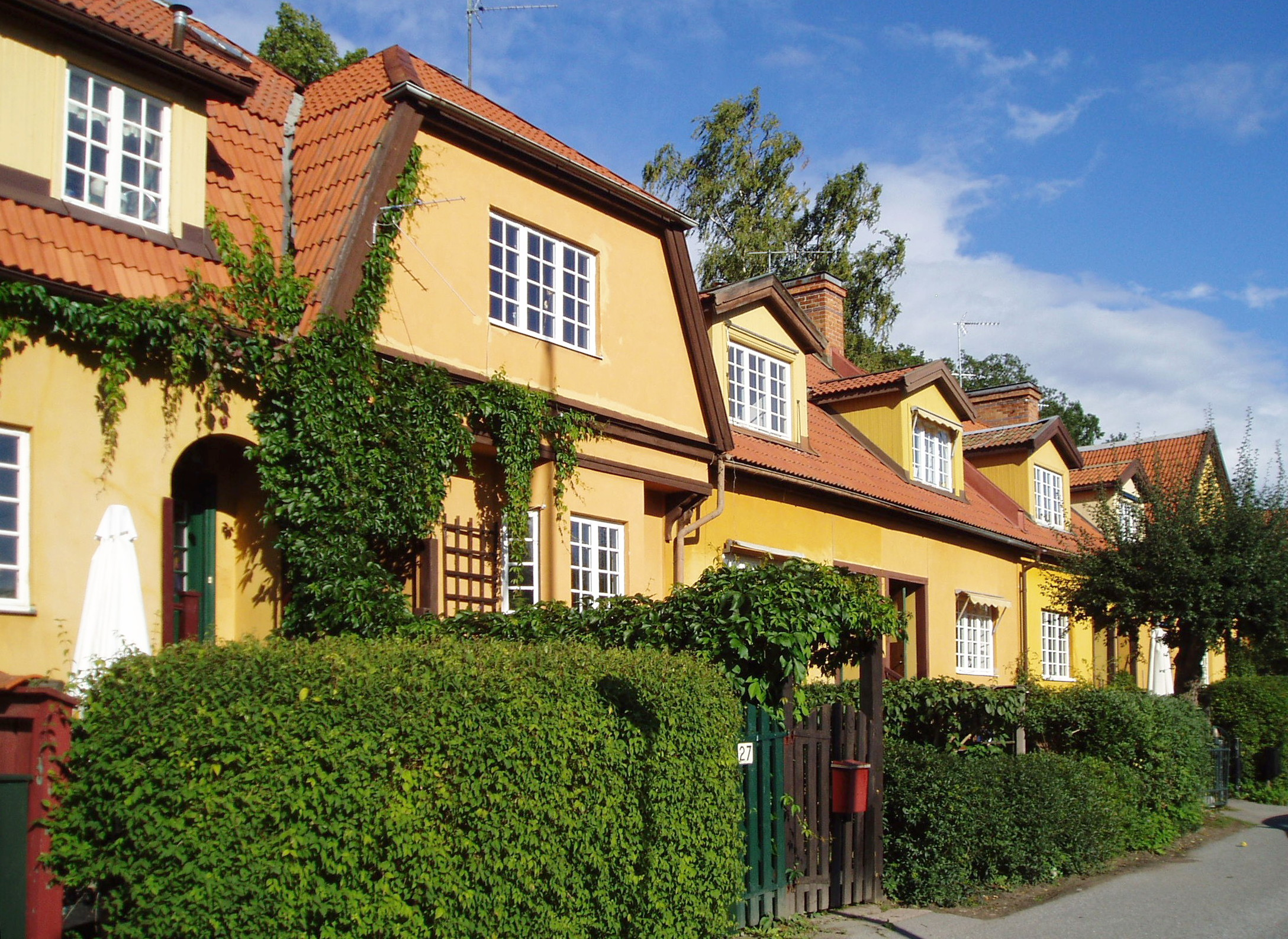
Kvarteret Canada, augusti 2011.

Kvarteret Canada (även kallad Canadahusen) är ett radhuskvarter vid Canadastigen i kommundelen Bo i Lidingö kommun. Canadahusen betraktas tillsammans med Gamla Enskedes radhus (byggda 1908-1909) i Gamla Enskede i södra Stockholm som Sveriges allra första radhus. Kvarteret är sedan 1981 byggnadsminnesförklarat.

## Historik

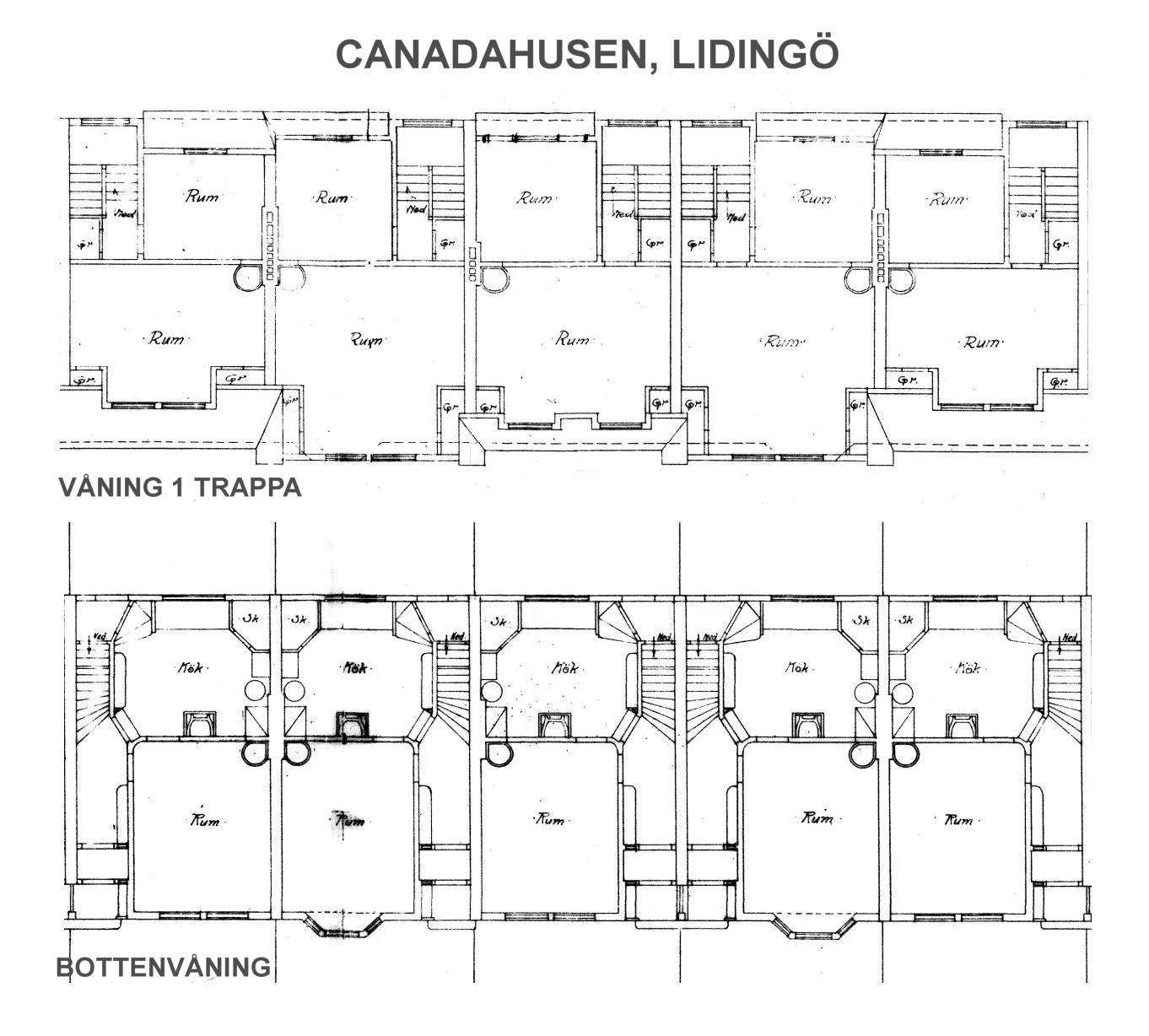
Ritning, bottenvåning och vån. 1 tr.

Bebyggelsen består av 26 hus, de flesta av dessa är radhus. Husen byggdes mellan 1907 och 1908 enligt engelsk förebild. Initiativen för radhusens uppförande kom från Lennart Palme och Hjalmar A. Andersson som en del av Lidingö villastads verksamhet. Bolaget hade tidvis sitt kontor i ett av Canadahusen. Ursprungligen var radhusen påtänkta som bostäder för de hantverkare som senare skulle bygga den egentliga villastaden. Som en form av villaområde var kvarteret enligt Riksantikvarieämbetet epokbildande.
Kvarteret byggdes nära Lidingövallen som var Norra Lidingöbanans slutpunkt. Arkitekten Rudolf Arborelius hade redan erfarenhet av flerfamiljsvillor från sitt arbete i Gamla Enskede. De ursprungliga radhusen hade tre rum samt kök och är endast 5,75 meter breda. På grund av den mindre storleken var det under mitten av 1900-talet svårt att få kvarteret fylld. För att göra utrymmet större flyttades i vissa hus köket från bottenvåningen till källarvåningen, som ursprungligen bara var förråd. Orsakat av terrängens nivåskillnad har källarvåningarna olika höjd och även trapporna till ytterdörren är inte lika långa. Det antas därför att byggnadsritningen var en principskiss från England eller USA som modifierades lite efter platsens särdrag.
Till varje hus hör en liten trädgård för blommor och inramat av den hästskoformiga tillfartsvägen ligger ytterligare trädgårdar för odling av grönsaker. Idag är vissa trädgårdar helt täckt med gräsmatta och fruktträd. Förutom Canada var två liknande kvarter påtänkta, Chile och Peru, men de uppfördes aldrig. Samma problem fanns i Gamla Enskede där inte heller alla planerade radhusområden byggdes. Det skulle dröja ända in på 1950-talet innan radhus som boendeform slog igenom i Sverige.

### Historiska bilder

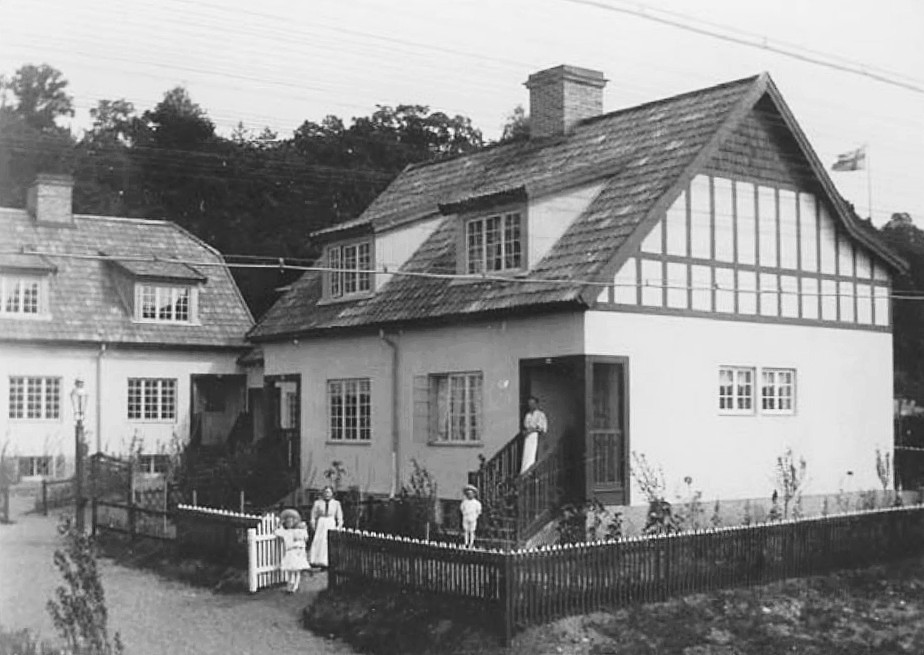
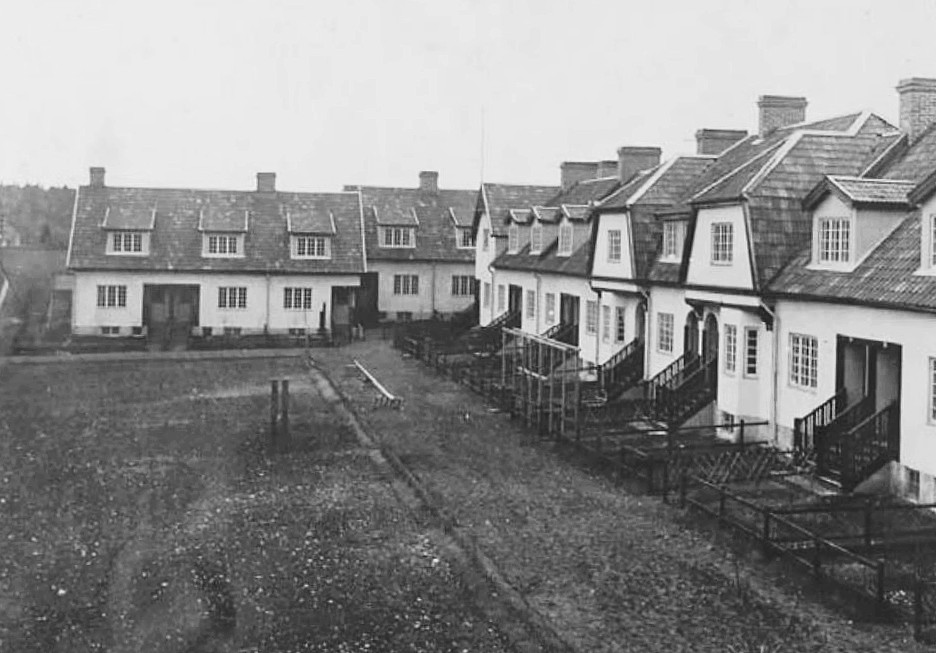
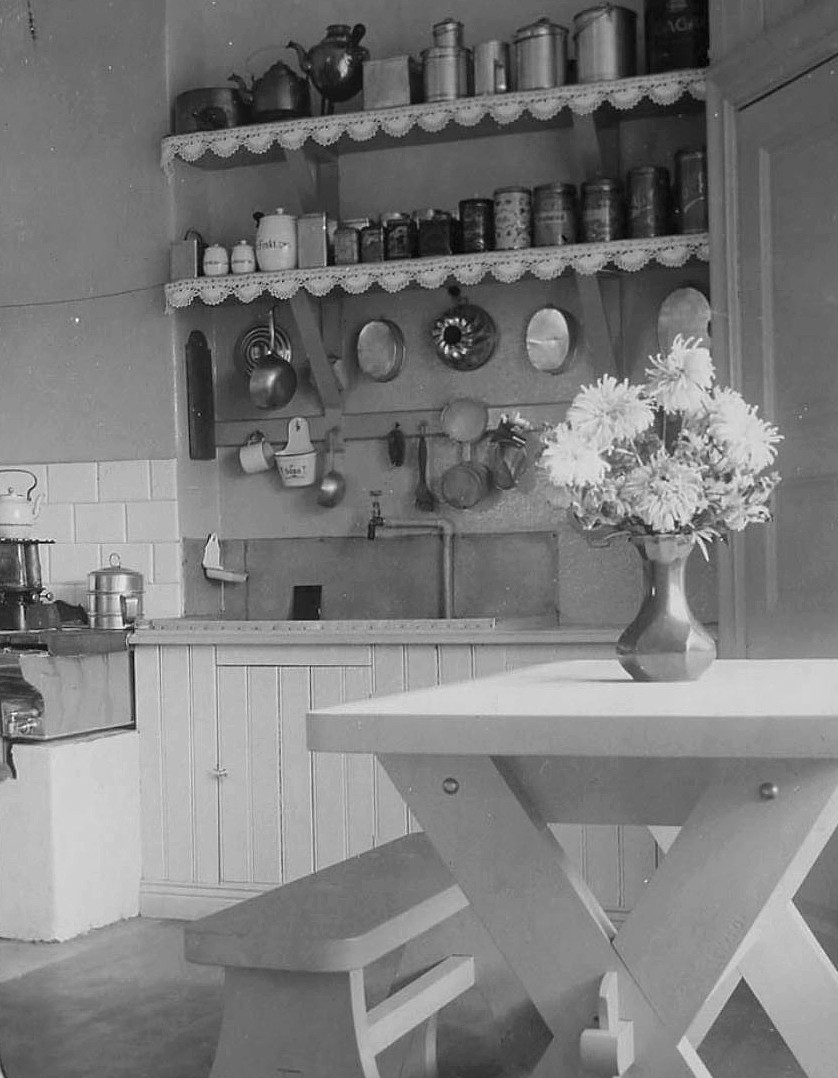
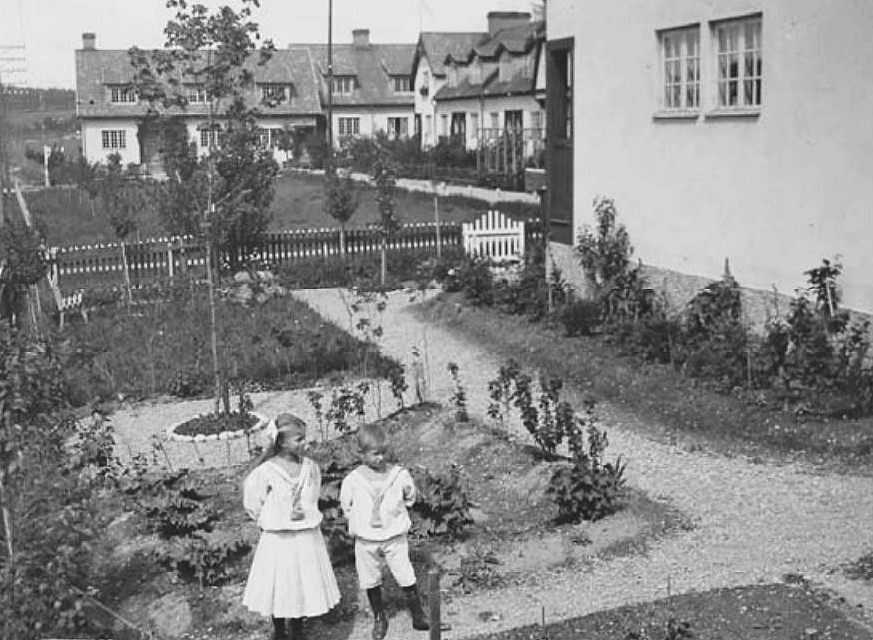
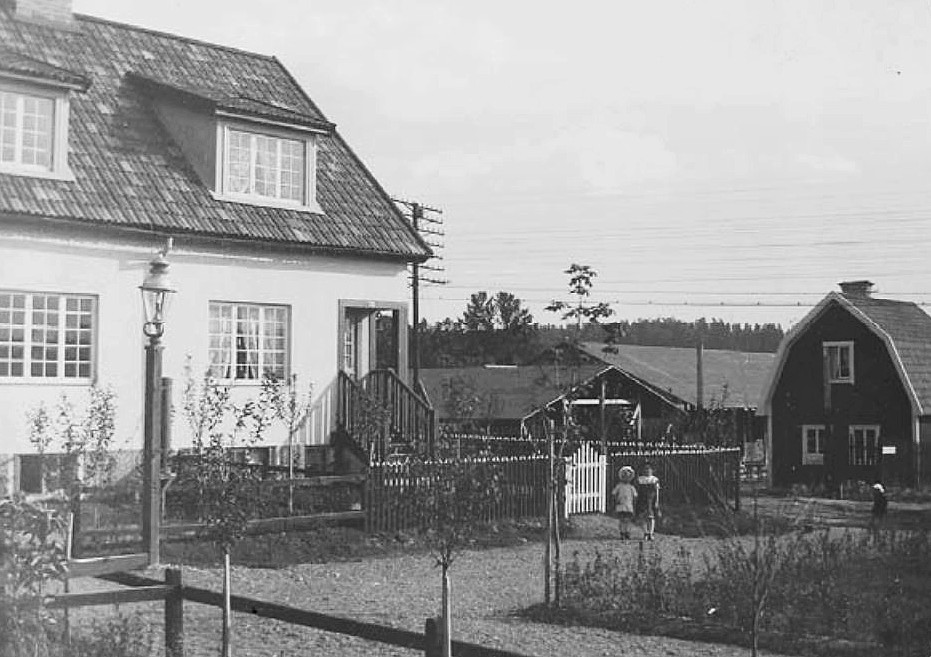

### Nutida bilder

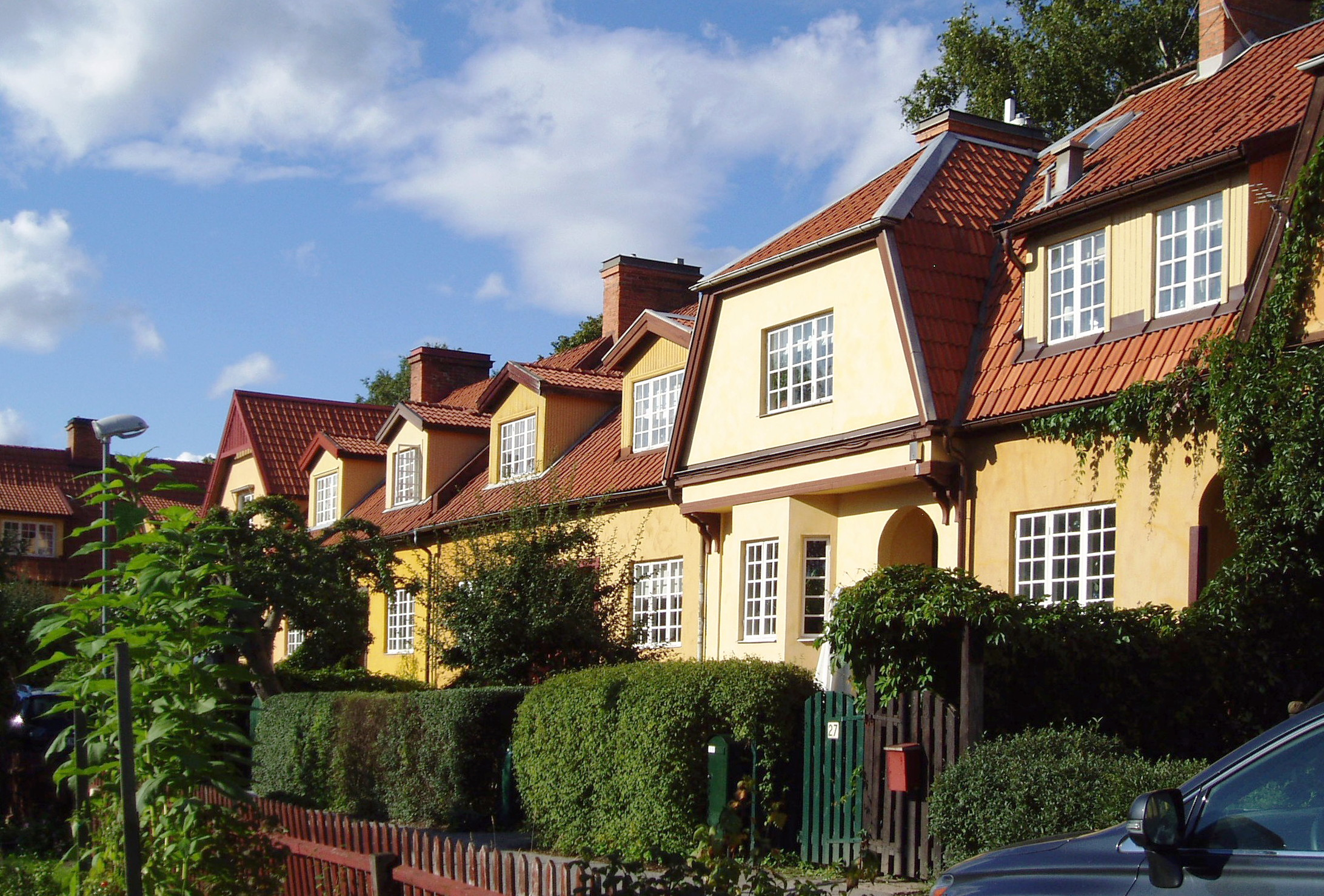
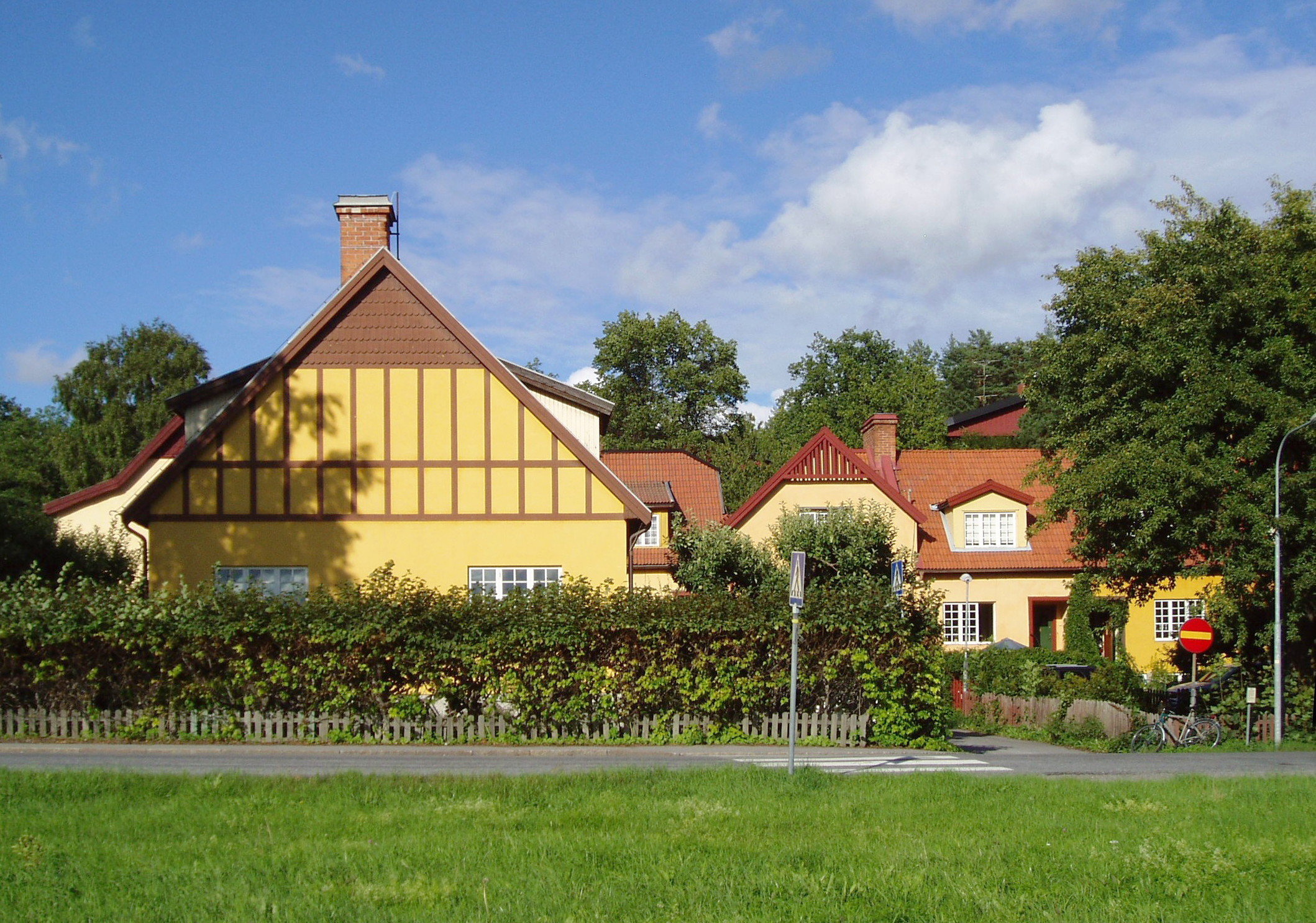
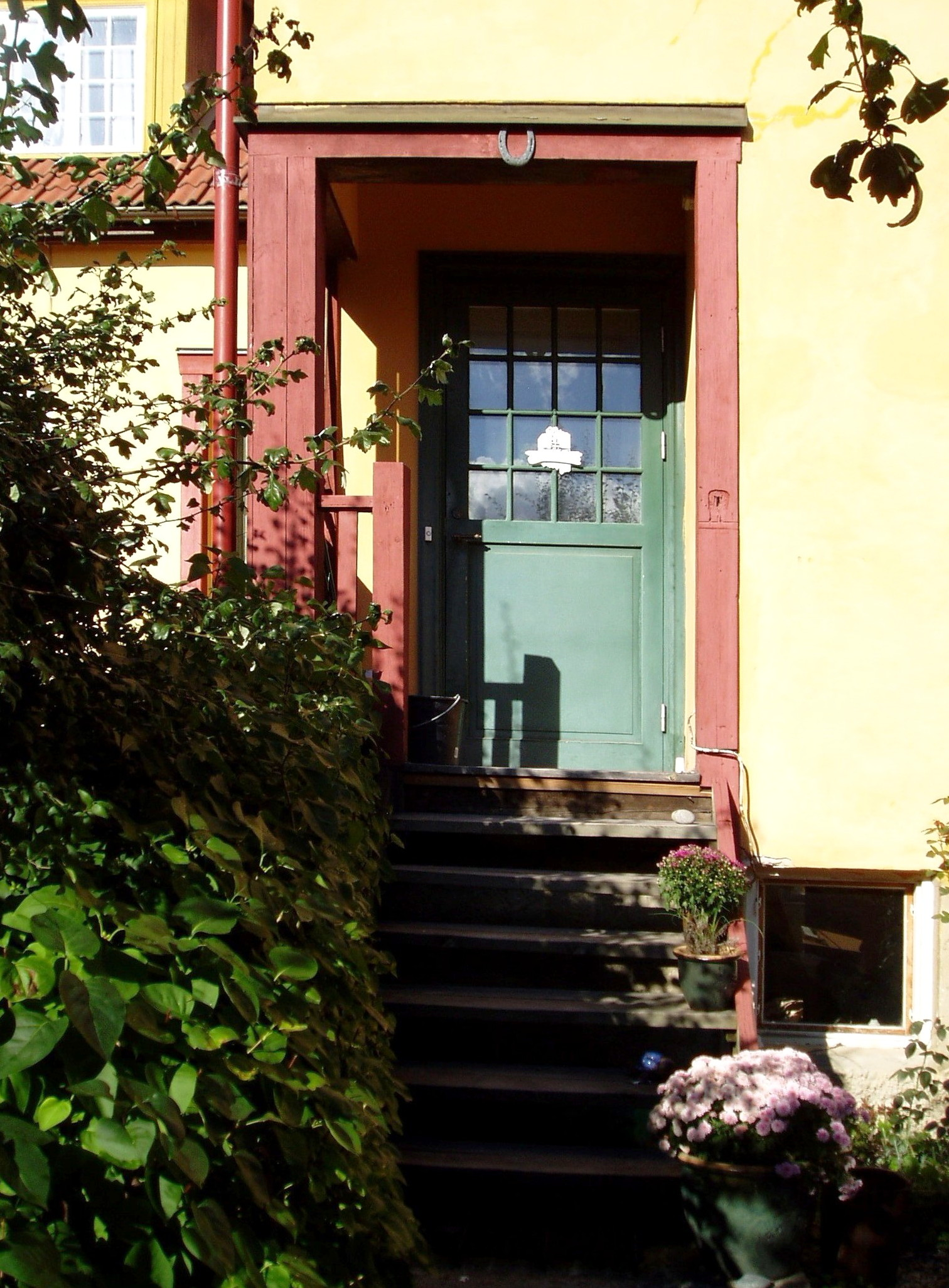
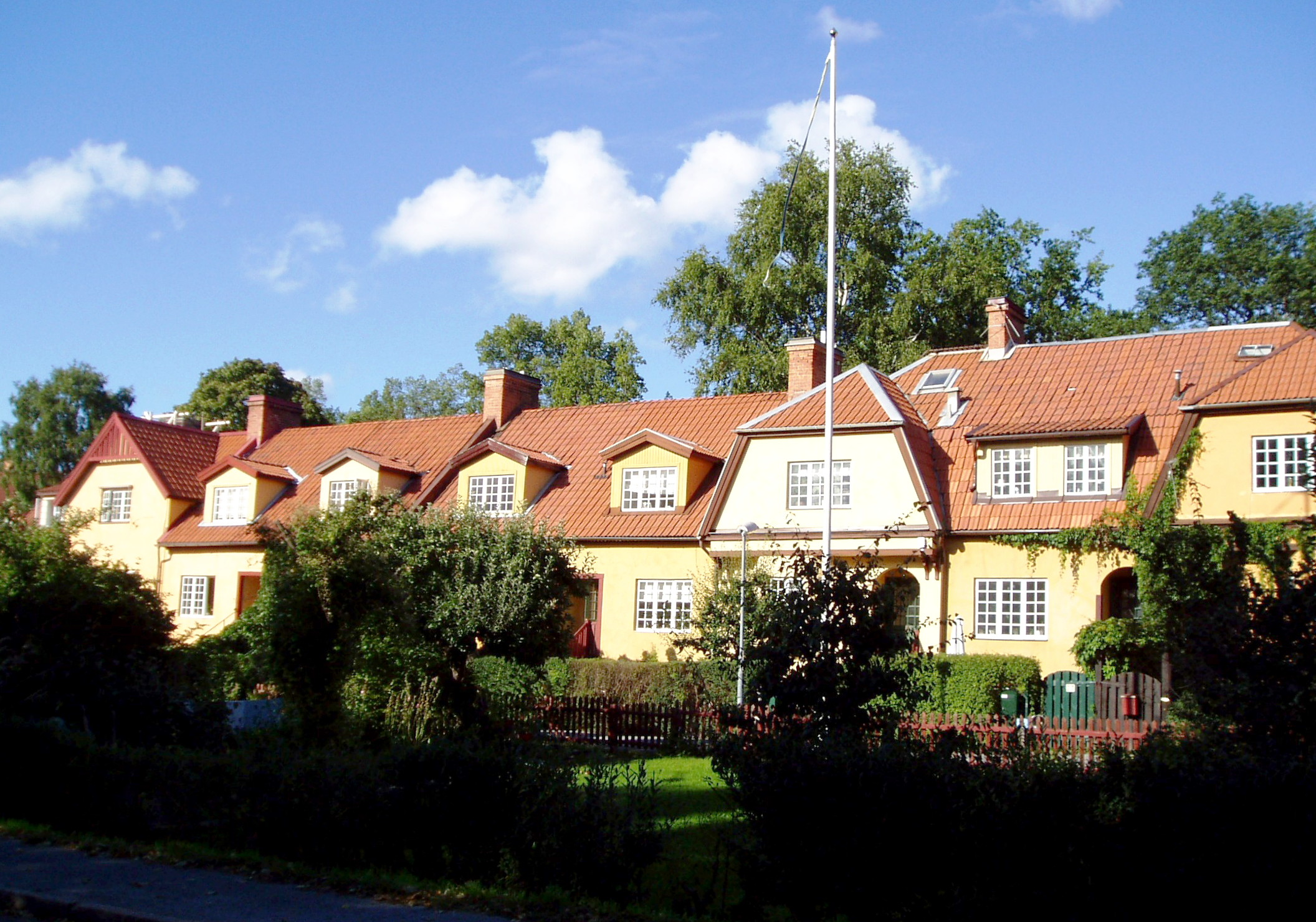
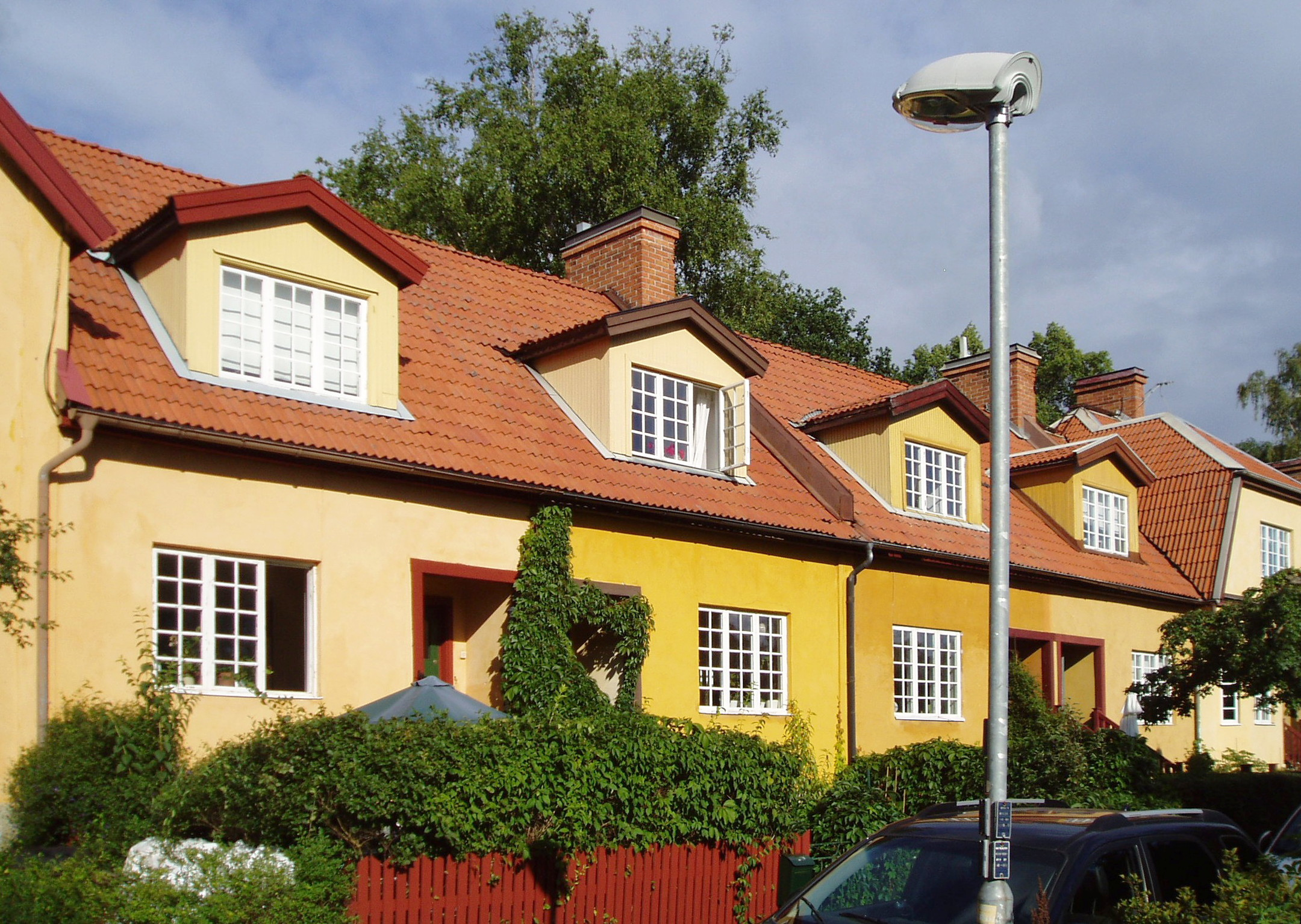